# Christian Wilhelm Gustav Rosenhagen
Christian Wilhelm Gustav Rosenhagen (* 17. März 1817 in Ahrensburg; † 13. Januar 1870 in Dresden) war ein deutscher evangelischer Theologe und Politiker.

## Leben
Christian Wilhelm Gustav Rosenhagen wurde als Sohn des Gutsinspektors Georg Christoph Rosenhagen in Ahrensburg geboren. Ferdinand Rosenhagen war sein jüngerer Bruder. Von Oktober 1834 bis Juni 1836 besuchte er das Gymnasium Christianeum in Altona, wo er 1835/36 Mitglied des dortigen Schülervereins wurde. Seit der gemeinsamen Schulzeit war er mit Theodor Mommsen befreundet. Ab 1836 studierte er Evangelische Theologie an der Universität Kiel; 1837 wechselte er an die Universität Jena. Während seines Studiums wurde er 1836 Mitglied der Burschenschaft Albertina Kiel und 1837 der Jenaischen Burschenschaft. 1843 bestand er das Theologische Amtsexamen mit dem „2. Charakter mit rechter Auszeichnung“. Wie damals üblich, arbeitete er zunächst als Hauslehrer auf Gut Neudorf bei Hohwacht. Im Zuge der Schleswig-Holsteinischen Erhebung 1848 wurde er als cand. theol. (Kandidat der Theologie) für den Wahlkreis Holstein 22: Lütjenburg Abgeordneter der Konstituierenden Schleswig-Holsteinischen Landesversammlung, wo er der linken Opposition angehörte.
Mit der Wiederherstellung der dänischen Oberhoheit verließ er „in Folge des Dänischen Druckes“ Schleswig-Holstein und ging nach Sachsen ins Exil. 1852 erhielt er als Lutheraner eine Stelle als Hilfsprediger der evangelisch-reformierten Gemeinde in Dresden. Zugleich wurde er Religionslehrer an der Privatschule der Sprachlehrerin Agnes Jakowska. 1860 hielt er zum 300. Todestag von Philipp Melanchthon die Festpredigt. Seit dessen Gründung 1863 war er Mitglied im Vorstand (Engerer Ausschuß) des Deutschen Protestantenvereins. Er galt als „der Union zugetan“. 1865 nahm er an der 50-Jahr-Feier der Burschenschaft in Jena teil.
Er war verheiratet mit Camilla Maria Agneta, geb. Nielsen. Ein Sohn des Paares, Martin Ulrich Rosenhagen (1858–) war führend im Verein Deutscher Studenten aktiv, wurde Landrichter und war 1903 konservativer Kandidat im Reichstagswahlkreis Königreich Sachsen 4, ein weiterer Sohn (Georg Heinrich) Gustav Rosenhagen (1861–1945; nicht zu verwechseln mit seinem Cousin Gustav Rosenhagen) wurde Historiker und Gymnasiallehrer in Dresden.